# 喬爾泰什蒂鄉
46°54′N 27°50′E / 46.900°N 27.833°E
喬爾泰什蒂鄉（羅馬尼亞語：Comuna Ciortești, Iași），是羅馬尼亞的鄉份，位於該國東北部，由雅西縣負責管轄，面積65平方公里，海拔高度238米，2007年人口4,227，人口密度每平方公里65人。